# Haverford College
Haverford College es un college y lugar designado por el censo ubicado en el condado de Delaware en el estado estadounidense de Pensilvania. En el año 2010 tenía una población de 1.331 habitantes.

## Geografía
Según la Oficina del Censo de los Estados Unidos, Haverford College tiene una superficie total de 0,29 mi² (0,8 km²), de la cual 0,29 mi² (0,8 km²) corresponden a tierra firme y 0 mi² (0 km²) es agua.